# Velació
La velació (del llatí velatio,-onis) és un tipus de cerimònia en la qual es produeix una acció de tapar amb un vel, un tros de roba destinat a cobrir el cap, determinats objectes i de vegades tot el cos. Es produeix en diferents situacions:
- És la imposició del vel a una religiosa com a símbol de les esposalles amb Crist.
- Cerimònia que consistia a cobrir amb un vel els cònjuges en la missa nupcial. Solia anomenar-se, en plural, velacions.

## Consagració d'una monja
En aquest cas, la velació és la cerimònia monàstica del ritual de la consagració de verges en què hom imposa el vel a la monja com a símbol de les esposalles amb Crist. Mencionada ja al segle v, s'inspira en el cerimonial de la velació de l'esposa de l'antic ritual del matrimoni.

## Missa nupcial
Dins la missa nupcial, la velació és la cerimònia que consisteix a cobrir amb un vel els cònjuges. Abans de la reforma del concili II del Vaticà, les velacions només es podien usar fora dels temps d'advent i de quaresma, i hom anomenava obrir (o tancar) velacions el fet de permetre, o no, l'esmentada cerimònia, la qual, d'altra banda, no ha estat mai pròpia de les diòcesis catalanes.

## Missa de velació
És una cerimònia litúrgica de l'Església Catòlica celebrada posteriorment a la missa de casament o nupcial per propiciar que els fills de la parella casada s'eduquin cristianament i, més encara, que arribin a ser sacerdots. En aquesta cerimònia es cobreix amb un vel o pal·li les espatlles de l'home i completament el cap de la dona. La velació, igual que la unió de mans (dextrarum iunctio) i l'intercanvi d'anells, existia ja i hi ha encara avui en el ritu del matrimoni jueu. També existia ja en el ritu pagà del matrimoni romà antic, però el vel de la dona era de color vermell, el flammeum. Hi ha variants d'aquest ritu segons el país de què es tracti. En algunes parts d'Itàlia i a França se sosté el vel sobre els dos nuvis. En alguns llocs el vel portava nusos, potser representant la unió matrimonial. En altres, dues espelmes s'encenien al moment de la velació i romanien enceses, una al costat de la núvia, l'altra al costat del nuvi, fins a concloure la litúrgia.
A Espanya es realitzava durant la missa votiva pro sponsis o en favor dels esposos, permesa entre el primer diumenge d'Advent fins al dia de Nadal inclusivament i des del dimecres de Cendra fins al diumenge de Pasqua inclòs en tots els dies que no és un ofici de diumenge, festa de guardar o de precepte, de doble clàssic, d'infraoctava privilegiades de primer i segon ordre, de vigílies privilegiades d'Epifania i Pentecosta, i de les rogatives, si hi ha processó. En els dies en què no estava permesa aquesta missa era lícit afegir a la pregària de l'ofici del dia la commemoració pro sponsis.
A la litúrgia mossàrab el vel no ha de ser sense més el drap d'espatlles utilitzat per donar la benedicció eucarística, sinó un vel fet a aquest efecte, prou ampli, blanc i amb dues franges vermelles longitudinals; es realitza entre el parenostre i la benedicció nupcial, i els esposos romanen al seu lloc i s'agenollen. Llavors es posa el vel de color blanc i vermell sobre el cap de l'esposa i les espatlles de l'espòs, simbolitzant el vincle que els uneix.